# Cleora angustivalvis
Cleora angustivalvis är en fjärilsart som beskrevs av Claude Herbulot 1965. Cleora angustivalvis ingår i släktet Cleora och familjen mätare. Inga underarter finns listade i Catalogue of Life.